# Nyva Ternopil
Maillots
Actualités
Le Futbolny Klub Nyva Ternopil (en ukrainien : Футбольний Клуб Нива Тернопіль), plus couramment abrégé en Nyva Ternopil, est un club ukrainien de football fondé en 1978 et basé dans la ville de Ternopil.

## Histoire

### Dates clés
- 1978 : fondation du club sous le nom de Nyva Pidhaïtsi
- 1982 : le club est renommé Nyva Berejany
- 1985 : le club est renommé Nyva Ternopil

### Historique
Le club est fondé en 1978 à Pidhaïtsi, une petite ville de l'oblast de Ternopil. En 1982, il gagne le championnat de RSS d'Ukraine et déménage à Berejany. Le Club est promu en troisième division soviétique et 1985, le club déménage à Ternopil, la capitale de l'oblast de Ternopil. Il est resté neuf saisons dans la troisième division soviétique de 1983 à 1991.
Après l'éclatement de l'Union des républiques socialistes soviétiques (URSS), le club devient l'un des membres fondateurs du championnat d'Ukraine. Il est resté dix saisons dans premier division ukrainienne de 1992 à 2001.
Ces dernières années, le club évolue entre la deuxième division ukrainienne et la troisième division ukrainienne.

## Bilan sportif

### Palmarès
| Compétitions nationales |
| --- |
| - Championnat d'Ukraine : - 7e : (1993-94 et 1997-98. - Championnat d'Ukraine D3 (1) : - Champion : 2008-09. - Vice-champion : 2007-08 et 2012-13. |

### Classements en championnat
La frise ci-dessous résume les classements successifs du club en championnat.

## Personnalités du club

### Présidents du club
| - Volodymyr Koval (1993 - 1996) - Volodymyr Marynovskyi (1996 - 1998) - Oleksandr Kryvyi (1998 - 2005) | - Oleh Sadovskyi (2005 - 2007) - Stepan Rubai (2007 - 2012) - Avtandil Mdinaradze (2012 - 2015) | - Stepan Rubai (2015 - 2016) - Oleksandr Stadnyk (2016 - ) |

### Entraîneurs du club
| - Viktor Serebryanikov (1978) - Mykhailo Dounets (1979 - 1981) - Mykhailo Dounets (1983 - 1986) - Viktor Polyanskyi (1988) - Oleksandr Pavlenko (1989 - 1990) - Mykhailo Dounets (1991) - Leonid Koltoune (1992) - Leonid Buryak (1993 - 1994) - Valeriy Douchkov (1994) - Ihor Yavorskyi (1994 - 1998) - Leonid Ichtchouk (1998) - Ihor Yourtchenko (1998 - 1999) - Valeriy Bohuslavskyi (1999 - 2000) | - Ihor Yavorskyi (2000 - 2001) - Ihor Biskoup (2002) - Valeriy Povstenko (2002) - Mykhailo Zavalnyouk (2002 - 2003) - Leonid Ichtchouk (2003 - 2004) - Anatoliy Nazarenko (2004) - Leonid Ichtchouk (2004) - Eduard Yablonskyi (2004) - Serhiy Shymanskyi (2005) - Iuriy Dubrovnyi (2005 - 2006) - Petro Tchervine (2006 - 2007) - Samir Hasanov (2007) - Yuriy Koval (2007 - 2008) | - Viktor Ryashko (2008 - 2009) - Ihor Biskoup (2010) - Eduard Pavlov (2010) - Serhiy Shymanskyi (2010 - 2011) - Ihor Biskoup (2011) - Petro Tchervine (2011) - Bohdan Strontsitskyi (2011 - 2012) - Ihor Yavorskyi (2012 - 2014) - Bohdan Samardak (2014 - 2015) - Roman Tolotchko (2015) - Petr Badlo (2015 - 2016) - Vasyl Malyk |

### Joueurs célèbres du club
| - Vyacheslav Hroznyi - Evgeny Yarovenko - Andriy Kyrlyk - Yuriy Putrash - Sergueï Shistchenko | - Serhiy Skachenko - Igor Yavorskiy - Oleg Iachtchouk - Andriy Novak - Vitaliy Romanyuk | - Taras Kabanov - Yuriy Chumak - Borys Baranets - Hryhoriy Baranets |